# Miami
Miami je velemesto ob severnem delu zaliva Biscayne Bay ob obali Atlantskega oceana na jugovzhodu Floride v Združenih državah Amerike. Njegovo metropolitansko območje je osmo največje po prebivalstvu in peto največje po površini v državi. 
Miami je eno vodilnih svetovnih finančnih, trgovskih, kulturnih, medijskih, zabavnih, umetnostnih in mednarodnotrgovinskih središč.  Leta 2010 se je glede na pomen svojih gospodarskih, kulturnih in drugih sektorjev uvrstil na 7. mesto v ZDA in 33. na svetu.  Leta 2008 je revija Forbes Miami zaradi svoje kvalitete zraka, čiste pitne vode, obsežnih zelenih površin, urejenih ulic in programov recikliranja označila za »Najčistejše mesto Amerike«.  Glede na študijo 73 svetovnih mest družbe UBS iz leta 2009 je Miami najbogatejše mesto v ZDA in peto najbogatejše na svetu po kupni moči.  Miami nosi vzdevek »Prestolnica Latinske Amerike«  in je drugo največje mesto v ZDA po številu špansko govorečega prebivalstva (za El Pasom) ter središče skupnosti Kubanskih Američanov. 
Mestno središče Miamija in Južna Florida sta dom velikega števila mednarodnih bank ter drugih velikih narodnih in mednarodnih družb.  Civic Center (»Mestno središče«) je pomembno središče bolnišnic, raziskovalnih inštitutov, medicinskih centrov in biotehnoloških obratov. Že več kot dve desetletji mestno pristanišče Port of Miami (znano tudi kot »Svetovna prestolnica križarskih ladij«) slovi kot najpomembnejše pristanišče križark na svetu. Tukaj so zasidrane nekatere izmed največjih križark na svetu, prav tako pa je vodilno po številu potnikov in družb, ki se ukvarjajo z organizacijo križarjenj in imajo tu svoj sedež. 

## Zgodovina
Na območju, na katerem danes stoji mesto Miami, so tisočletja prebivali ameriški staroselci. Okoli tisočletje pred prihodom Evropejcev so sem prišli pripadniki plemena Tequesta.  
Leta 1566 je španski raziskovalec Pedro Menéndez de Avilés to območje razglasil za last španske krone. Leto kasneje so konkvistadorji končali z gradnjo misijona. Zatem sta si Španija in Velika Britanija dolga leta izmenjevali oblast nad Florido vse do leta 1821, ko so ga Španci prepustili Američanom. Z namenom utrditve svoje oblasti na območju in izgonom plemenske skupnosti Seminolov so slednji leta 1836 zgradili trdnjavo Fort Dallas. Tako so tudi v okolici Miamija potekali spopadi proti Seminolom. 
Miami je znan kot »edino ameriško velemesto, ki ga je spočela ženska«, natančneje Julia Tuttle.  Tuttlova je bila premožna pridelovalka agrumov po rodu iz Clevelanda. V zgodnjem obdobju svojega razvoja je bilo območje Miamija znano kot »Biscayne Bay Country« (Dežela okoli zaliva Biscayne). Koncem 19. stoletja so ga opisovali kot »obetajočo divjino«  in »eno najprimernejših mest za gradnjo v vsej Floridi«.  Rekordno mrzla zima med letoma 1894-1895 je pospešila razvoj mesta, saj so se širom cele Floride ohranili le pridelki kmetov iz teh krajev. Tuttlova je tudi zaradi tega prepričala Henryja Flaglerja, železniškega mogotca, da je svojo železnico Florida East Coast Railway podaljšal vse do Miamija, zaradi česar si je tudi prislužila naziv »mati Miamija«.  Miami je uradno postal mestna skupnost 28. julija 1896, ko je imel nekaj več kot 300 prebivalcev.  Poimenovan je bil po bližnji reki Miami, ki je svoje ime dobila po staroselskem plemenu Mayaimi, ki je prebivalo okoli jezera Okeechobee. 
Med 20. stoletjem je mesto bilo priljubljena destinacija za prebivalce severa države, kar je med 20. leti 20. stoletja za mesto pomenilo večanje prebivalstva in izboljšanje infrastrukture. Upad nepremičninskega trga, Miamijski orkan leta 1926 in Velika gospodarska kriza 30. let so razvoj mesta upočasnili. Ob začetku 2. svetovne vojne je Miami zaradi svoje strateške lege postal vojaško oporišče mornarice ZDA, specializirano za boj proti nemškim podmornicam. Mesto je ponovno postalo zanimivo za priseljence, leta 1940 je štelo natanko 172, 172 prebivalcev. 
Po prihodu Fidela Castra na oblast v Kubi leta 1959 je veliko premožnih Kubancev zapustilo državo. Mnogi izmed njih so se ustalili v Miamiju in postali pomemben del mestne skupnosti. V mesto so prihajali novi obrtniki, rasle so kulturne znamenitosti. Med 80. in 90. leti 20. stoletja je Južna Florida postala socialno žarišče zaradi vojne proti drogam, priseljevanja iz Haitija in Latinske Amerike in uničenja, ki ga je za sabo pustil orkan Andrew. Pogosto je prihajalo tudi do rasnih in kulturnih spopadov, a se je navkljub temu v 2. polovici 2. stoletja Miami razvil v veliko mednarodno gospodarsko in kulturno središče. 
V le 110 letih se je prebivalstvo Miamija in njegovega metropolitanskega območja povečalo iz dobrih tisoč na skoraj pet milijonov in pol prebivalcev. Miami je prav zaradi omenjenega hitrega razvoja znan kot »Čarobno mesto«. 

## Geografija
Miami in njegova predmestja se nahajajo na prostrani planoti med močvirjem Everglades na zahodu in zalivu Biscayne na vzhodu, ki se razteza od Floridskega zaliva do severa vse do jezera Okeechobee. Nadmorska višina območja nikjer ne presega 14 m,  povprečno pa se v večini sosesk giblje okoli 2 m,  še posebno tistih v bližini obale. Do najvišjih valov pride v bližini obalnega grebena Miami Rock Ridge, katerega substrat leži pod pretežnim delom vzhodnega metropolitanskega območja Miamija. Glavni del velemesta se nahaja ob bregovih zaliva Biscayne, znotraj katerega najdemo na stotine naravnih in umetno narejenih pregradnih otokov. Na največjem se nahajata plaži Miami Beach in South Beach. Topel oceanski Zalivski tok teče vsega slabih 10 km severno, kar pomeni, da ima mesto celo leto toplo podnebje, zime pa mile. 

### Podnebje
Miami ima tropsko monsunsko podnebje  z vročimi in vlažnimi poletji ter kratkimi in milimi zimami z daljšim obdobjem z manjšo količino padavin. Na njegovo podnebje vplivajo nizka nadmorska višina, lega ob oceanu, lega skorajda tik ob rakovem povratniku in bližina Zalivskega toka. Zaradi sorazmerno visokih povprečnih januarskih temperatur (19,6 °C) se hladen zrak tukaj ustali po odhodu hladne fronte, kar zakrivi nizke količine padavin. Temperature se občasno spustijo pod 10 °C, zelo redko pa pod 2 °C. Najvišje zimske temperature dosežejo 21-25 °C. Sezona dežja se začne v maju in konča v sredini oktobra. Med tem obdobjem se temperature gibljejo med 29-35 °C, prisotna pa je tudi visoka vlaga. Sicer se pogosto pojavljajo popoldanske nevihte in morski vetrc, ki temperature nekoliko znižajo, a navkljub temu razmere ostanejo precej soparne. Večina padavin zapade na to obdobje. 
Ekstremne temperature segajo od -2,8 °C (3. februarja 1917) do 38 °C (21. julija 1940).  V Miamiju nikoli niso zapadle večje količine snega, le enkrat pa so zabeležili snežne vrtince, in sicer 19. januarja 1977. 
Sezona orkanov uradno traja od 1. junija do 30. novembra, navkljub temu pa se orkani lahko pojavijo tudi zunaj tega obdobja. Največja nevarnost za Miami obstaja med vrhuncem sezone zelenortskih orkanov, ki traja med sredino avgusta do konca septembra.  Tornadi so v Miamiju izjemno redki, a ne nemogoči: eden je mesto zadel leta 1925, drugi pa leta 1997. 

| Mesec                            | januar | februar | marec | april | maj | junij | julij | avgust | september | oktober | november | december | letno |
| -------------------------------- | ------ | ------- | ----- | ----- | --- | ----- | ----- | ------ | --------- | ------- | -------- | -------- | ----- |
| Povprečne višje temperature (°C) | 24     | 25      | 26    | 28    | 30  | 31    | 31    | 32     | 31        | 29      | 26       | 25       | 28    |
| Povprečne nižje temperature (°C) | 15     | 16      | 17    | 20    | 22  | 23    | 24    | 24     | 24        | 22      | 18       | 16       | 20    |
| Padavine v cm                    | 5      | 5       | 6     | 7     | 14  | 22    | 15    | 19     | 21        | 17      | 7        | 4        | 148   |
| Vir: Weatherbase                 |        |         |       |       |     |       |       |        |           |         |          |          |       |

## Demografija
V strogem centru mesta prebiva slaba trinajstina prebivalcev Južne Floride. Ob tem 52% prebivalcev okrožja Miami-Dade ne živi znotraj priključene mestne skupnosti. Po številu prebivalstva je Miami 42. največje mesto v ZDA. Znotraj njegovega metropolitanskega območja, ki je največje na jugovzhodu države in po številu prebivalstva sedmo največje v ZDA ter vključuje okrožja Miami-Dade, Broward in Palm Beach, skupno prebiva približno 5,5 milijona ljudi.  Leta 2008 je Organizacija združenih narodov ocenila, da je Miami 44. največje mesto na svetu. 
Leta 2000 se je glede na narodno/etnično poreklo 34,1 % prebivalstva opredelilo za Kubance,  5,6% za Nikaragvance,  5.5% za Haitijce, 3.3% za Hondurance, 1.7% za Dominikance, in 1,6% za Kolumbijce.  Leta 2004 je Razvojni program Združenih narodov Miami uvrstil na prvo mesto glede na odstotek prebivalcev, rojenih zunaj države, v kateri se mesto politično nahaja (59%). Drugi na lestvici je bil Toronto s 50%. 
Leta 2010 je v mestu bilo 183,994 gospodinjstev, od katerih je 14% bilo praznih.  Leta 2000 je v 26,3% gospodinjstev živela skupnost skupaj z mladoletnimi otroki, v 36,6% poročeni pari. 18,7% gospodinjstev je imelo žensko vodjo gospodinjstva brez prisotnega moža, v 37,9% pa niso živele družinske skupnosti. V 30,4% gospodinjstvih so prebivali posamezniki, v 12,5% pa so ti posamezniki bili starejši od 65 let. V povprečnem gospodinjstvu je živelo 2,61 člana, povprečno družinsko skupnost pa je sestavljalo 3,25 člana. Glede na starost je 21,7% prebivalcev bilo mlajših od 18 let, 8,8% starih med 18 in 24 let, 30,3% starih med 25 in 44 let, 22,1% starih med 45 in 64 let ter 17% starih nad 65 let. Povprečna starost je bila 38 let, na vsakih 100 žensk pa je bilo 98,9 moških. Na vsakih 100 žensk starejših od 18 let je bilo 97,3 moških.  
Leta 2009 je povprečni dohodek na gospodinjstvo v mestu znašal 29,812 $, na družino pa 33,814 $. Dohodek na osebo je za mesto znašal 19,846 $. Okrog 21,7% družin in 26,3% prebivalstva je živelo pod mejo revščine.  
| Zgodovinska etnična sestava Miamija | Zgodovinska etnična sestava Miamija | Zgodovinska etnična sestava Miamija | Zgodovinska etnična sestava Miamija | Zgodovinska etnična sestava Miamija | Zgodovinska etnična sestava Miamija | Zgodovinska etnična sestava Miamija |
| ----------------------------------- | ----------------------------------- | ----------------------------------- | ----------------------------------- | ----------------------------------- | ----------------------------------- | ----------------------------------- |
| Leto                                | Belci                               | Belci, ki niso hispanskega porekla  | Afroameričani                       | Azijci                              | Drugi                               | Latinoameričani (katerekoli rase)   |
| 1910                                | 58.7%                               | –                                   | 41.3%                               | 0.1%                                | –                                   | –                                   |
| 1920                                | 68.5%                               | –                                   | 31.3%                               | 0.1%                                | –                                   | –                                   |
| 1930                                | 77.3%                               | –                                   | 22.7%                               | 0.1%                                | –                                   | –                                   |
| 1940                                | 78.5%                               | –                                   | 21.4%                               | 0.1%                                | –                                   | –                                   |
| 1950                                | 83.7%                               | –                                   | 16.2%                               | 0.1%                                | –                                   | –                                   |
| 1960                                | 77.4%                               | –                                   | 22.4%                               | 0.1%                                | –                                   | 17.6%                               |
| 1970                                | 76.6%                               | 41.7%                               | 22.7%                               | 0.3%                                | 0.4%                                | 44.6%                               |
| 1980                                | 66.6%                               | 19.4%                               | 25.1%                               | 0.5%                                | 7.8%                                | 55.9%                               |
| 1990                                | 65.6%                               | 12.2%                               | 27.4%                               | 0.6%                                | 6.4%                                | 62.5%                               |
| 2000                                | 66.6%                               | 11.8%                               | 22.3%                               | 0.7%                                | 5.6%                                | 65.8%                               |
| 2010                                | 72.6%                               | 11.9%                               | 19.2%                               | 1.0%                                | 4.2%                                | 70.0%                               |

### Jezikovna sestava
Leta 2000 je 66,75% prebivalcev kot svoj prvi jezik navedlo španščino, 25,45% angleščino, 5,20% haitijsko kreolščino, 0,76% pa francoščino. 
Drugi jeziki, zastopani v mestu, so: portugalščina (0,41%), nemščina (0,18%), italijanščina (0,16%), arabščina (0,15%), kitajščina (0,11%) in grščina (0,08%). Prebivalstvo Miamija je v ZDA med vodilnimi po deležu govorcev, katerih prvi jezik v domačem okolju ni angleščina (74.55%).
Glede na trend izseljevanja angleško govorečega prebivalstva iz okolice se pričakuje, da bo delež prebivalstva, ki govori le angleščino, še naprej upadal. 

## V množični kulturi

### Film in televizija
Miami je središče televizijske in filmske produkcije. Semkaj so bili postavljeni številni filmi, televizijski šovi telenovele in prezentacije nagrad. Okoli leta 2005 je Miami postal prizorišče številnih resničnostnih šovov. Prav tako je Miami pomembno svetovno središče za televizijsko in filmsko produkcijo v španskem jeziku. 

### Glasba
Miami je navdihnil številna imena glasbenih skupin, pa tudi imena albumov in pesmi. Tako na primer pokojni kantri pevec Keith Whitley v pesmi »Miami, My Amy« opeva posebno žensko iz Miamija; omenjena pesem je ena njegovih največjih hitov še dandanes. 

### Videoigre
Videoigri Grand Theft Auto: Vice City (ena najbolje prodajanih videoiger leta 2002) in Grand Theft Auto: Vice City Stories sta postavljeni v izmišljeno mesto Vice City, oblikovano po Miamiju. V njem najdemo zelo podobno arhitekturo in geografske značilnosti ter prebivalce, ki govorijo haitijsko kreolščino in španščino, kot tudi mnogi prebivalci Miamija. 
Videoigra Scarface: The World Is Yours se odvija v Miamiju. Njena zgodba je zasnovana po kvazi-nadaljevanju filma Scarface iz leta 1983 z Alom Pacinom v glavni vlogi Tonyja Montane. Glas protagonistu videoigre posodi André Sogliuzzo. Igra se začne v končnem prizoru filma, ko dvorec Montane napadajo najeti morilci Alejandra Sose. 

## Sestrska mesta
- Cancún, Mehika
- Amman, Jordanija (od leta 1995)[44]
- Ankara, Turčija
- Asti, Italija (od leta 1985)[45]
- Bogotá, Kolumbija (od leta 1971)[46]
- Buenos Aires, Argentina (od leta 1979)[46]
- Cochabamba, Bolivija[47]
- Kagoshima, Japonska (od leta 1990)[46]
- Lima, Peru (od leta 1977)[46]
- Managua, Nikaragva (od leta 1991)[48]
- Murcia, Španija[46]
- Palermo, Italija (od leta 2001)[46]
- Port-au-Prince, Haiti (od leta 1991)[46]
- Qingdao, Ljudska republika Kitajska (od leta 2005)[46]
- Salvador, Brazilija (od leta 2006)[46]
- Santiago, Čile (od leta 1986)[46]
- Santo Domingo, Dominikanska republika (od leta 1987)[46]
- Varna, Bolgarija[47]